# Дельта-Валеролактон
δ-Валеролактон (оксанон, 1-оксациклогексан-2-он) — органическое соединение класса лактонов.

## Методы синтеза
Окислением циклопентанона по Байеру-Виллигеру
Внутримолекулярной этерификацией гидрокси кислот.

## Применение
Применяется как мономер в производстве полиэфиров.